# نیره تقوی
نیره تقوی تصویر گر و نویسندهٔ ایرانی کتاب‌های کودک و نوجوان است.

## جوایز
کتاب گرگ در قفسه‌ی لباس از آثار او (با تصویرگری خودش) که در سال ۱۳۹۰ از سوی نشر کتاب خروس منتشر شد، در فهرست کلاغ سفید (۲۰۱۳) قرار گرفت.